# 孟准
孟准（？—349年），中国十六国后赵大臣，石遵时中书令。
石遵在起兵时，许立武兴公石闵为太子。但即位后，立石衍为太子。石闵自恃有功，想要专擅朝政。中书令孟准、左卫将军王鸾劝石遵应该逐渐夺取石闵的兵权，石闵不满。孟准等人全都劝说石遵把石闵杀掉。349年十一月，石遵召义阳王石鉴、乐平王石苞、汝阴王石琨、淮南王石昭等人入宫，来到郑太后面前进行商议。商议诛杀石闵。石鉴派宦官杨环把消息告诉石闵。石闵闻讯后和李农、右卫将军王基密谋废黜石遵，派将军苏彦、周成率领甲士三千人在琨华殿杀掉了石遵，同时杀了郑太后、张皇后、太子石衍、孟准、王鸾以及上光禄张斐。